# U-22号潜艇 (1913年)
陛下之22号潜艇是德意志帝国海军建造的一艘潜艇或称U艇。它由但泽的帝国船厂承建，于1913年3月6日下水，至同年11月25日交付使用。U-22号是在第一次世界大战海战期间服役的329艘德国潜艇之一，并参加了大西洋潜艇战役。在其十四次巡逻中，共击沉了43艘船只，容积总吨为46521吨。此外，它还击伤了3艘总吨位为8988吨的商船，并俘获了一艘1170总吨的战利船。战后，根据对德停战协议的要求，U-22号于1918年12月1日被引渡至哈维奇正式向协约国投降。1919年3月3日，英国海军部以2975英镑的价格将其（连同它的一台发动机）售予休斯·博尔科，并于1919年至1922年间在布莱斯拆解报废。

## 历史
U-22号是作为德意志帝国海军潜艇局（U-Boot-Inspektion）的“20型项目”之一，于1910年11月25日向但泽的帝国船厂订购。它自1911年11月14日开始铺设龙骨，1913年3月6日下水，至1913年11月25日在海军上尉布鲁诺·霍佩的指挥下入役。从1916年8月23日至1917年5月31日，该艇由卡尔·舍布指挥。1917年6月1日，欣里希·赫尔曼·哈沙根接管了指挥权，他一直担任该艇长直至战争结束。在其任期内，U-22号取得了最大的成就，共击沉28艘商船，其中包括5629总吨的英国客轮加利福尼亚号（California）——它在距离维兰岬约145海里（269）的方位沉没。
1915年1月20日，U-22号在时任艇长霍佩的指挥下离开英国海岸，返回埃姆登。它于翌日在阿默兰岛以北的荷兰海岸附近遇到了己方潜艇U-7号。由于能见度低，霍佩没有意识到这是一艘德国U艇。U-22号发送了一个识别信号，U-7号没有应答。相反，后者正试图以越来越快的速度离开。U-22号的另一个信号也没有得到应答。在第三次信号仍然没有应答后，霍佩下令发射了两枚鱼雷，其中一枚击中U-7号的司令塔。该艇随即在53°25′48″N 6°02′00″E / 53.43000°N 6.03333°E的方位沉没。1位能够离开沉船的船员被U-22号救起，其余24人则全数遇难，霍佩这才意识到自己的致命错误。
1917年4月6日，U-22号在日德兰半岛西岸布拉万德对开的号角礁附近撞上了一枚英国水雷。这是三艘英国布雷艇在德国雷区的“蓝色出口”布设的1235枚水雷之一。尽管潜艇的的艇艉已被水雷完全炸毁，但U-22号仍能够由德国鱼雷艇拖行回港。艇只随后得到修复，并运用至战争结束。
战后，根据对德停战协议的要求，U-22号于1918年12月1日被引渡至哈维奇正式向协约国投降。1919年3月3日，英国海军部以2975英镑的价格将其（连同它的一台发动机）售予休斯·博尔科，并于1919年至1922年间在布莱斯拆解报废。战争期间，U-22号共计击沉43艘舰船，容积总吨为46521吨；另计击伤3艘总吨位为8988吨船只，以及缴获1艘1170总吨的船只作战利品。被击沉的舰船包括2艘辅助军舰。

## 袭击历史摘要
| 日期           | 船名                  | 船籍           | 吨位 | 结局         |
| -------------- | --------------------- | -------------- | ---- | ------------ |
| 1915年1月21日  | U-7号                 | 德意志帝國海軍 | 636  | 击沉（误击） |
| 1915年4月21日  | 鲁特号                | 瑞典           | 867  | 击沉         |
| 1915年4月22日  | 圣劳伦斯号            | 英国           | 196  | 击沉         |
| 1915年6月15日  | 斯特拉斯奈恩号        | 英国           | 4336 | 击沉         |
| 1915年6月16日  | 特拉福德号            | 英国           | 215  | 击沉         |
| 1915年6月16日  | 图恩维尔号            | 英国           | 4264 | 击伤         |
| 1915年6月20日  | 总理号                | 英国           | 169  | 击沉         |
| 1915年8月8日   | 印度号                | 英國皇家海軍   | 7911 | 击沉         |
| 1915年8月12日  | 格罗德诺号            | 英国           | 1955 | 击沉         |
| 1916年4月6日   | 文纳奇尔号            | 英国           | 4700 | 击伤         |
| 1916年4月8日   | 亚当顿号              | 英国           | 2304 | 击沉         |
| 1916年4月13日  | 奇克号                | 英国           | 3037 | 击沉         |
| 1916年6月21日  | 弗朗索瓦丝·当布瓦斯号 | 法國           | 1973 | 击沉         |
| 1916年11月2日  | 凡娜迪丝号            | 俄罗斯         | 384  | 击沉         |
| 1916年11月2日  | 伦希尔德号            | 瑞典           | 1170 | 缴作战利品   |
| 1916年11月3日  | 埃吉尔号              | 瑞典           | 427  | 击沉         |
| 1916年11月3日  | 法兰斯号              | 瑞典           | 134  | 击沉         |
| 1916年11月3日  | 延雪平号              | 瑞典           | 82   | 击沉         |
| 1916年11月8日  | 泰米号                | 俄罗斯         | 114  | 击沉         |
| 1916年11月11日 | 阿斯特丽德号          | 瑞典           | 191  | 击沉         |
| 1917年8月7日   | 首领号                | 瑞典           | 1643 | 击沉         |
| 1917年10月11日 | 艾尔维号              | 英国           | 899  | 击沉         |
| 1917年10月16日 | 詹妮·E·赖特号         | 美国           | 647  | 击沉         |
| 1917年10月17日 | 加利福尼亚号          | 英国           | 5629 | 击沉         |
| 1917年10月19日 | 奥斯塔代尔号          |                | 4379 | 击沉         |
| 1917年10月19日 | 斯塔罗号              | 挪威           | 1805 | 击沉         |
| 1917年10月20日 | 斯内汀登号            | 挪威           | 2859 | 击沉         |
| 1918年1月6日   | 圣马修号              | 法國國家海軍   | 175  | 击沉         |
| 1918年3月2日   | 施蒂娜号              | 瑞典           | 1136 | 击沉         |
| 1918年5月11日  | 米哈伊尔号            | 俄罗斯         | 150  | 击沉         |
| 1918年5月12日  | 孔劳号                | 挪威           | 60   | 击沉         |
| 1918年5月12日  | 泰內斯号              | 挪威           | 58   | 击沉         |
| 1918年5月12日  | 薇娅号                | 挪威           | 40   | 击沉         |
| 1918年5月14日  | 斯泰尔斯号            | 挪威           | 54   | 击沉         |
| 1918年5月16日  | 波拉尔斯特罗门号      | 挪威           | 54   | 击沉         |
| 1918年5月16日  | 费奥多尔·季斯霍夫号   | 俄罗斯         | 832  | 击沉         |
| 1918年5月16日  | 未具名渔船            | 俄罗斯         | 80   | 击沉         |
| 1918年5月19日  | 福尔索克号            | 挪威           | 31   | 击沉         |
| 1918年5月20日  | 赫塔号                | 俄罗斯         | 253  | 击沉         |
| 1918年8月19日  | 布奥尼·阿米奇号       | 意大利         | 265  | 击沉         |
| 1918年8月20日  | 马加良斯·利马号       | 葡萄牙         | 196  | 击沉         |
| 1918年8月22日  | 玛利亚·路易莎号       | 葡萄牙         | 148  | 击沉         |
| 1918年8月31日  | 诺尔特号              | 葡萄牙         | 254  | 击沉         |
| 1918年9月1日   | 解放者号              | 葡萄牙         | 185  | 击沉         |
| 1918年9月4日   | 圣玛利亚号            | 葡萄牙         | 48   | 击沉         |
| 1918年9月4日   | 弗兰卡别墅号          | 葡萄牙         | 46   | 击沉         |
| 1918年9月4日   | 劳埃德号              | 葡萄牙         | 300  | 击沉         |
| 1918年9月4日   | 银号                  | 葡萄牙         | 24   | 击伤         |

## 脚注
1. ↑  Helgason, Guðmundur. . German and Austrian U-boats of World War I - Kaiserliche Marine - Uboat.net.   [15 March 2015].
2. ↑  Helgason, Guðmundur. . German and Austrian U-boats of World War I - Kaiserliche Marine - Uboat.net.   [15 March 2015].
3. ↑  Helgason, Guðmundur. . German and Austrian U-boats of World War I - Kaiserliche Marine - Uboat.net.   [15 March 2015].
4. ↑  Gröner 1991，第4–5頁.
5. ↑  Helgason, Guðmundur. . German and Austrian U-boats of World War I - Kaiserliche Marine - Uboat.net.
6. ↑  Kemp，第11頁.
7. ↑  Kemp，第26頁.
8. ↑  Herzog，第88頁.
9. ↑  Dodson & Cant，第123頁.
10. 1 2  Helgason, Guðmundur. . German and Austrian U-boats of World War I - Kaiserliche Marine - Uboat.net.   [15 March 2015].